# Rachel Delaney
Rachel Delaney (* 5. Mai 1997 in Dublin, Irland) ist eine irische Cricketspielerin, die seit 2017 für die irische Nationalmannschaft spielt.

## Aktive Karriere
Delany gab ihr Debüt für die Nationalmannschaft bei einem Vier-Nationen-Turnier im WODI-Format in Südafrika im Mai 2017 gegen Indien. Im Verlauf des Turniers gelangen ihr 3 Wickets für 70 Runs gegen den Gastgeber. Im Sommer 2018 absolvierte sie gegen Neuseeland ihr erstes internationales WTwenty20. Zunächst erhielt sie nur einzelne Einsätze im Team und einen "Non-Retainer"-Vertrag mit dem irischen Verband. Im August 2022 erzielte sie bei einer WODI-Serie in den Niederlanden 3 Wickets für 20 Runs. Nachdem sich Rebecca Stokell in der Vorbereitung für den ICC Women’s T20 World Cup 2023 verletzt hatte, wurde Delany für das Turnier nachnominiert.